# Кучма Людмила Миколаївна
Людми́ла Микола́ївна Ку́чма (до шлюбу Талала́єва; нар. 19 червня 1940, Воткінськ, Удмуртська АРСР, Російська РФСР, СРСР) — у шлюбі з другим Президентом України Леонідом Кучмою (1994—2005).

## Біографія
Народилася 19 червня 1940 року в місті Воткінськ, нині Російська Федерація. Закінчила механічний технікум.

### Діяльність
Тридцять років пропрацювала інженером в конструкторському бюро виробничого об'єднання «Південне» в Дніпропетровську.
З 1996 — Почесний Президент Національного фонду соціального захисту матері та дітей «Україна — дітям».
У 1999 році брала участь у Конференції, присвяченій 10-річчю Конвенції Генеральної Асамблеї ООН з прав дитини за програмою «Збережемо дитячі посмішки в новому тисячолітті».
З 2000 — Голова опікунської Ради Всеукраїнського благодійного Фонду «Надії і добра».
З 2000 року Людмила Кучма підтримувала параолімпійський рух в Україні. Зокрема, патронувала українську параолімпійську збірну спортсменів з ураженням опорно-рухового апарату та вадами зору.
З 2001 року під її патронатом в Міжнародному дитячому центрі «Артек» щорічно впроходить міжнародний фестиваль дитячої творчості «Змінимо світ на краще!».
У 2003 році взяла участь у першому саміті перших леді країн Центральної та Східної Європи під назвою «Здоров'я жінки. Рак молочної залози», який проходив у місті Загреб (Хорватія).
12 травня 2004 року за підтримку талановитої молоді отримала почесне звання «Спеціальний Посланець ЮНЕСКО в справі сприяння молодим талантам».

### Родина
Батько — Микола Талалаєв, виховувалася в сім'ї Геннадія Туманова, головного технолога, замісника головного інженера «Південного машинобудівного заводу», а згодом головного інженера Головного технічного управління Міністерства загального машинобудування СРСР.
Чоловік — Леонід Кучма, 2-й Президент України (1994—2005).
Донька — Пінчук Олена Леонідівна. Онуки — Роман Ігорович Франчук, Катерина Вікторівна Пінчук та Вероніка Вікторівна Пінчук.

## Нагороди
- кавалер ордена Святої Анни 1-го ступеня (УПЦ) (1998),
- кавалер Міжнародного ордена Святого Станіслава 1-го ступеня (1999),
- Орден княгині Ольги 1-го ступеня (2010),
- Міжнародний орден Святого Миколая Чудотворця (2003).
- Має ряд інших нагород від різних українських та зарубіжних громадських організацій за благодійну діяльність.

## Захоплення
- Музика, фольклор, живопис, література.